# Ворожбит Наталія Анатоліївна
Ворожби́т Ната́лія Анато́ліївна (нар. 4 квітня 1975, Київ) — українська письменниця, драматургиня, режисерка та сценаристка. Пише українською і російською мовами. Належить до напрямку «нова драма». Лауреатка Премії Women In Arts у 2020 році і Шевченківської премії у 2022.

## Біографія
Народилася в Києві. 2000 року закінчила Літературний інститут ім. Горького в Москві, факультет драматургії (майстерня Інни Вишневської). З 2000 по 2010 жила та працювала в Москві. На початку кар'єри написала кіносценарій до скандального російського серіалу «Школа».
Незадоволена спрощувальними редакціями своїх сценаріїв, 2013 року Ворожбит перестала працювати на телебаченні.
Була в шлюбі з драматургом Максимом Курочкіним. Працювала головним редактором на каналі СТБ.
Разом з німецьким режисером Георгом Жено заснувала «Театр Переселенця», у якому переселенці з Донбасу розказують реальні історії свого життя.
Куратор фестивалів «Донкульт» та «ГОГОЛЬFEST», одна з засновників фестивалю «Тиждень актуальної п'єси».
П'єси Ворожбит ставилися в театрах України (Максим Голенко та Анна Александрович на сцені Дикого театру, Тамара Трунова на сценах київського Молодого театр та Театру драми і комедії на лівому березі Дніпра, Андрій Бакіров на сцені Чернігівського обласного академічного українського музично-драматичного театру ім. Тараса Шевченка), Росії, Великої Британії, Польщі, США та Латвії.

## П'єси
Російською
- 1994 — «Житие простых» (Україна)
- 1995 — «Девочка со спичками» (Росія)
- 1997 — «Супербум и другие подарки» (Росія)
- 1999 — «Ширма» (Росія)
- 2002 — «Галка Моталко» (Росія)
- 2004 — «Что ты хочешь, украинский бог?» (Росія)
- 2004 — «Демоны» (Велика Британія)
- 2005 — «Присоединяюсь» (Велика Британія)
- 2009 — «Зернохранилище» (Велика Британія)
- 2012 — «Вий. Докудрама» (Росія)
- 2013 — «Цветок Чертополох» (Росія)
- 2014 — «Дневники Майдана» (Україна)
- 2016 — «Стыд» (Україна)
- 2016 — «Плохие дороги» (Україна)

## Фільмографія

### Сценарії для кіно та телебачення

#### Телебачення
Російською
- 2008 — «Сила тяжения» (телесеріал, Росія)
- 2010 — «Школа» (телесеріал, Росія)
- 2010 — «Анжелика» (телесеріал, Росія)
- 2011 — «Гадкий утёнок» (телефільм, Росія)
- 2012 — «Стальная бабочка» (телефільм, Росія)
- 2013 — «Парфюмерша» (телесеріал, автор ідеї, Росія)

Українською
- 2020 — «Спіймати Кайдаша» (телесеріал, Україна)

#### Короткометражки
Українською
- 2012 — «Україно, Goodbye!» (епізод «Красива жінка») (короткометражка, Україна)

#### Сценарії для повнометражних фільмів
Українською
- 2017 — «Кіборги» (фільм, Україна)
- 2018 — «Дике поле» (фільм, Україна)

### Режисерська робота
- 2020 — «Погані дороги» (Україна)
- (TBA) — «Демони» (Україна)

### Акторська робота
- 2020 — «Спіймати Кайдаша» (мати Мелашки Балаш)
- 2022 — «Бачення метелика» (Сорока)

## Нагороди

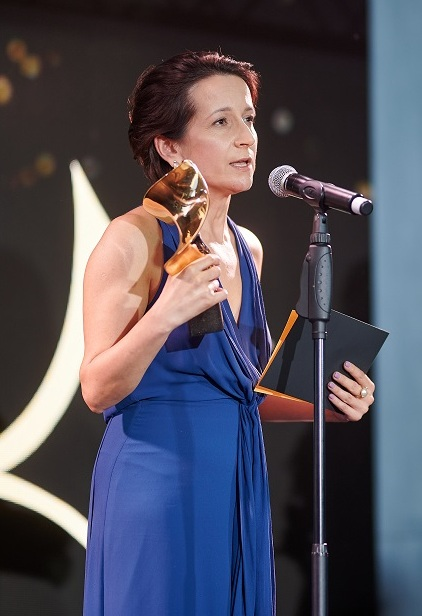
Ворожбит отримує премію в категорії «Відкриття року» за фільм «Погані дороги»

- 2004 — літературна премія «Евріка» за п'єсу «Галка Моталко»
- 2020 — Приз Веронського кіноклубу за фільм «Погані дороги»[6]
- 2020 — «Премія «Кіноколо» Відкриття року» за фільм «Погані дороги»[7]
- 2021 — Державна премія України імені Олександра Довженка за видатний внесок у розвиток українського кіномистецтва[8]
- 2022 — Національна премія України імені Тараса Шевченка за виставу «Погані дороги» Київського академічного театру драми і комедії на лівому березі Дніпра[9]

## Громадянська позиція
У червні 2018 під час кінопоказу фільму «Кіборги» в Канаді виступила на підтримку ув'язненого у Росії українського режисера Олега Сенцова. Підтримала відкритий лист діячів культури, політиків і правозахисників із закликом до світових лідерів виступити на захист Сенцова й інших політв'язнів.